# Hyman G. Rickover (U-Boot, 1984)
Die USS Hyman G. Rickover (SSN-709) war ein U-Boot der United States Navy und gehörte der Los-Angeles-Klasse an.

## Geschichte
Die Rickover wurde am 24. Juli 1981 bei Electric Boat auf Kiel gelegt. Der Stapellauf erfolgte am 27. August 1983. Das Schiff wurde benannt nach Admiral Hyman Rickover, der als Vater der Nuklearmarine gilt und die Entwicklung der Los-Angeles-Klasse vorangetrieben hat. Die Hyman G. Rickover war erst das zweite Schiff, das nach einer noch lebenden Person benannt wurde. SSN-709 wurde von Rickovers Frau, Mrs. Eleonore Ann Bednowicz Rickover getauft. Sie war das einzige Schiff der Los Angeles-Klasse, das nicht nach einer Stadt benannt ist. Die Indienststellung erfolgte am 21. Juli 1984, ihr erster Kapitän war Commander Fredrik Spruitenburg.
Ende 2007 wurde die Rickover außer Dienst gestellt, die Inaktivierungszeremonie fand am 14. Dezember 2006 statt. Das Boot wird im Rahmen des Ship-Submarine Recycling Program in der Puget Sound Naval Shipyard abgebrochen.